# Phillip Tietz
Philipp Tietz (Braunschweig, 9 luglio 1997) è un calciatore tedesco, attaccante dell'Augusta.

## Carriera
Cresciuto nel settore giovanile dell'Eintracht Braunschweig, debutta in prima squadra il 28 febbraio 2016 in occasione dell'incontro di 2. Bundesliga pareggiato 0-0 contro il FSV Francoforte; realizza la sua prima rete il 18 marzo seguente nel match perso 3-1 contro l'Union Berlino.
Il 28 dicembre 2017 viene acquistato a titolo definitivo dal Paderborn; con i biancoblù realizza 6 reti in 18 incontri aiutando il club a raggiungere la promozione in seconda divisione. Il 18 agosto seguente viene prestato al Carl Zeiss Jena, scendendo nuovamente in 3. Liga.
Il 20 giugno 2019, dopo una stagione da titolare in cui realizza 11 reti in 33 presenze, passa a titolo definitivo al Wehen Wiesbaden; con i rossoneri gioca due stagioni retrocedendo in terza divisione al termine della prima.
Nel luglio 2021 viene acquistato dal Darmstadt.

## Statistiche

### Presenze e reti nei club
Statistiche aggiornate al 16 gennaio 2022.
| Stagione        | Squadra                | Campionato      | Campionato | Campionato | Coppe nazionali | Coppe nazionali | Coppe nazionali | Coppe continentali | Coppe continentali | Coppe continentali | Altre coppe | Altre coppe | Altre coppe | Totale | Totale |
| Stagione        | Squadra                | Comp            | Pres       | Reti       | Comp            | Pres            | Reti            | Comp               | Pres               | Reti               | Comp        | Pres        | Reti        | Pres   | Reti   |
| --------------- | ---------------------- | --------------- | ---------- | ---------- | --------------- | --------------- | --------------- | ------------------ | ------------------ | ------------------ | ----------- | ----------- | ----------- | ------ | ------ |
| 2015-2016       | E. Braunschweig II     | RL              | 2          | 1          |                 | -               | -               |                    | -                  | -                  |             | -           | -           | 2      | 1      |
| 2016-2017       | E. Braunschweig II     | RL              | 27         | 10         |                 | -               | -               |                    | -                  | -                  |             | -           | -           | 27     | 10     |
| 2017-gen. 2018  | E. Braunschweig II     | RL              | 10         | 4          |                 | -               | -               |                    | -                  | -                  |             | -           | -           | 10     | 4      |
| 2015-2016       | Eintracht Braunschweig | 2L              | 8          | 1          | CG              | 0               | 0               |                    | -                  | -                  |             | -           | -           | 8      | 1      |
| 2016-2017       | Eintracht Braunschweig | 2L              | 2+1        | 0          | CG              | 0               | 0               |                    | -                  | -                  |             | -           | -           | 2+1    | 0      |
| 2017-gen. 2018  | Eintracht Braunschweig | 2L              | 2          | 0          | CG              | 0               | 0               |                    | -                  | -                  |             | -           | -           | 2      | 0      |
| gen.-giu. 2018  | Paderborn              | 3L              | 18         | 6          | CG              | 1               | 0               |                    | -                  | -                  |             | -           | -           | 19     | 6      |
| ago. 2018       | Paderborn              | 2L              | 1          | 0          | CG              | 0               | 0               |                    | -                  | -                  |             | -           | -           | 1      | 0      |
| 2018-2019       | Carl Zeiss Jena        | 3L              | 32         | 11         | CG              | 1               | 0               |                    | -                  | -                  |             | -           | -           | 33     | 11     |
| 2019-2020       | Wehen Wiesbaden        | 2L              | 17         | 5          | CG              | 0               | 0               |                    | -                  | -                  |             | -           | -           | 17     | 5      |
| 2020-2021       | Wehen Wiesbaden        | 3L              | 33         | 11         | CG              | 2               | 1               |                    | -                  | -                  |             | -           | -           | 35     | 12     |
| 2021-2022       | Darmstadt              | 2L              | 19         | 12         | CG              | 1               | 0               |                    | -                  | -                  |             | -           | -           | 20     | 12     |
| Totale carriera | Totale carriera        | Totale carriera | 172        | 54         |                 | 5               | 1               |                    | -                  | -                  |             | -           | -           | 177    | 55     |